# Grand strategy
Grand strategy (ook grand dessein en "higher strategy") is een vorm van strategie van een staat die doelstellingen op lange termijn vastlegt en hoe de gestelde doelen met alle beschikbare machtsmiddelen, militaire, diplomatieke, economische en andere te bereiken. 
Een grand strategy is een deel van het besluitvormingsproces dat begint met het bepalen van de missie en het algemeen beleid van de staat en verder gaat met het opstellen van operationele strategische plannen en verder concrete plannen om bepaalde doelen op korte termijn te bereiken.
"Grand" slaat niet op de staat zelf, op de omvang van de gestelde doelen of van de wijze om ze te bereiken. Het betreft uitsluitend de inzet van alle middelen.
Een grand strategy kan politieke doelstellingen vastleggen zoals ideologische coalities sluiten of een specifieke regionale of globale orde creëren. Ook kan het militaire doelstellingen vastleggen zoals controle over bepaalde geografische gebieden of bewapening, zoals kernwapens.
De strategie kan jaren en zelfs generaties omspannen. Grand strategy is het hoogste niveau van nationaal staatsmanschap en wordt beslist door de politieke leiders van de staat.
Coherente beschrijvingen van de grand strategy van grootmachten en andere staten, die door hen zelf opgesteld en gepubliceerd werden, bestaan omzeggens niet. De Europese Unie is een uitzondering.
Universiteiten en denktanks zoals RAND Corporation en het Egmontinstituut reconstrueren grand strategies op basis van daadwerkelijke politieke publicaties, verklaringen en acties.
Grand strategy is mutatis mutandis ook toepasselijk op andere politieke entiteiten dan een staat en op grotere economische, culturele, medische en andere organisaties.